# Mazda RX-792P
Der Mazda RX-792P war ein Rennwagen, der von Mazda für die IMSA-GTP-Meisterschaft gebaut wurde. Seine Karriere war sehr kurzlebig; nur zwei Autos wurden in der Saison 1992 gemeldet, bevor das Projekt eingestellt wurde. Der Name des Wagens ist eine Kombination aus dem zeitgenössischen Sportwagen-Modell RX-7, der Rennsaison 1992 und dem Zeichen P für Prototyp.

## Entwicklung
Nach vielen Jahren erfolgreichen Einsatzes des RX-7 in der IMSA-GTO-Klasse und des MX-6 in der IMSA-GTU-Klasse entschloss sich Mazda, eine neue Herausforderung anzunehmen. Obwohl Mazda in der Vergangenheit den Einsatz seiner Wankelmotoren in der IMSA-GTP-Klasse unterstützt hatte, wollten sie doch auf Augenhöhe gegen die Werksteams von Porsche, Nissan, Jaguar und Toyota antreten. Dies fiel mit dem Engagement Mazdas in der Sportwagen-Weltmeisterschaft in Europa und in der All Japan Sports Prototype Championship (JSPC) zu Hause zusammen.
Nach Mazdas Sieg im 24-Stunden-Rennen von Le Mans 1991 zwang eine Regeländerung der FIA die Firma zur Aufgabe ihres 4-Scheiben-Wankelmotors in der Sportwagen-Weltmeisterschaft. Die IMSA-Regeln erlaubten aber weiterhin den Einsatz von Wankelmotoren, was Mazda dazu veranlasste, den R26B-Motor in die USA zu bringen und ihn auf die kürzeren Rennzeiten und Rennstrecken anzupassen.
Für das Fahrgestell nutzte Mazda die Erfahrung von Crawford Composites, wobei Fabcar bei dem Projekt assistierte. Wegen des unterschiedlichen Rennstils ähnelte der neue Wagen wenig dem alten 787B und seinen Vorgängern. Das Monocoque wurde aus CFK gebaut und die Karosserie, die von Lee Dykstra entworfen wurde, zeigte neue, fließende Linien und eine große Lüftungsöffnung hinter den vorderen Radkästen.
Insgesamt wurden drei RX-792P von Crawford für Mazda gebaut, bevor das Projekt gestrichen wurde.

## Renngeschichte
Mazda Motorsports sorgte dafür, dass der erste RX-792P kurz vor Beginn der Rennsaison 1992 fertig wurde. Das Team bestand aus den Fahrern Price Cobb und Pete Halsmer. Man entschied sich dafür, das 24-Stunden-Rennen von Daytona auszulassen, und so tauchte der Wagen zuerst beim Grand Prix von Miami auf. Ein Brand, der durch den heißen Auspuff verursacht wurde, der Karosserieteile berührte, sorgte dafür, dass der Wagen aus dem Rennen zurückgezogen werden musste, bevor es auch nur angefangen hatte. Dieses Problem setzte sich beim 12-Stunden-Rennen von Sebring fort, wo der Wagen wiederum kurz vor dem Rennen Feuer fing.
Für die nächste Runde in Road Atlanta war das zweite RX-792P-Chassis fertig geworden. Beide Wagen wurden gemeldet, aber ein Unfall verhinderte den Start des zweiten Wagens. Der einzige verbleibende RX-792P konnte starten, beendete das Rennen aber auf dem 25. Platz, 20 Runden hinter dem Sieger. Als der zweite Wagen repariert war, konnten beide Wagen in Lime Rock Park starten, wo sie endlich ihr Potenzial zeigen konnten. In der Qualifikation lagen sie noch im Mittelfeld, beendeten aber das Rennen auf dem 3. und 4. Platz, nur drei Runden hinter dem führenden Toyota. Auf dem Mid Ohio Sports Car Course belegten die Wagen den 6. und den 9. Platz.
Probleme gab es wieder in New Orleans, wo nur ein Wagen sich als Sechzehnter platzieren konnte. Dennoch erholte sich das Team schnell und erreichte das beste Ergebnis der Saison mit dem 2. Platz in Watkins Glen International, auch wenn der Wagen ganze fünf Runden hinter dem Sieger einlief. Auf einen 7. Platz in Laguna Seca folgte unglücklicherweise ein Ausfall beider Wagen in Portland.
Bei der Road America wurden ein 4. und ein 5. Platz erreicht, aber dann fielen wieder beide Wagen in auf dem Phoenix International Raceway aus. Dieser Trend setzte sich auch im letzten Rennen der Saison fort, bei dem keiner der beiden Wagen die schwarz-weiße Flagge sah. Diese Reihe schlechter Resultate verschaffte Mazda nur den sechsten Platz in der Konstrukteursmeisterschaft, obwohl Price Cobb Achter der Fahrermeisterschaft wurde.

## Einstellung des Projektes
Nach der Saison 1992 wurde der Rennsport in der Welt großen Änderungen unterzogen. Sowohl die Sportwagen-Weltmeisterschaft als auch die JSPC wurden gestrichen, sodass es für den teureren MXR-01 keinerlei Einsatzmöglichkeit mehr gab. Zur gleichen Zeit kündigte die IMSA Pläne an, die GTP-Klasse Ende 1993 abzuschaffen und sich stattdessen einer neuen Kategorie von Prototypen mit offenem Cockpit zuzuwenden. Dies bedeutete, dass Mazda nur noch eine Saison bliebe, den RX-792P in den USA einzusetzen, bevor man einen komplett neuen Rennwagen konstruieren müsste.
Aber die Bemühungen um den RX-792P waren in vollem Gange und die Gruppe kümmerte sich um Verbesserungen am Fahrwerk. Auf der gleitenden Gewichts-/Hubraumskala der IMSA lag der 4-Scheiben-Wankelmotor von Mazda bei 793 kg und viele Teams störten sich daran, da sie dachten, der Mazda-Motor hätte ungerechtfertigte Vorteile beim Leistungsgewicht. Der RX-792P fuhr zwar gelegentlich schnell genug, tatsächlich gab die Maschine im Vergleich zu ihren Wettbewerbern zu viel Leistung ab und stempelte damit das wahrgenommene Leistungsgewicht eben zu einer Wahrnehmung, die mit der Realität nichts zu tun hatte. Und jeder Vorteil, der sich daraus womöglich ergeben konnte, wurde durch die Notwendigkeit der Kühlung des Autos und das entsprechende Grip-Leistungsverhältnis wieder zunichtegemacht.
Mit diesen Gedanken im Hinterkopf dachte Mazda daran, was man tun könnte, um die Leistungslücke zu schließen. Mazdaspeed lieferte den 4-Scheiben-Wankelmotor des Programms und hatte weiterentwickelte Versionen im Versuch, die über 700 bhp (515 kW) entwickelten. „Es ist nicht nötig, zu betonen, dass wir aufgeregt sind und uns auf die Saison 1993 freuen“, sagte Dick St. Yves, der Mazda-Motorsport-Direktor 1988–1993. Daraufhin wurde die Konstruktion dahin gehend verbessert, dass die Ölkühler auf die Fahrzeugseiten wanderten und der vorne montierte Motorkühler vergrößert wurde. Ein Programm zur Gewichtsreduzierung wurde ebenfalls betrachtet, da der Wagen nie sein Minimumgewicht von 793 kg genau erreichte; üblicherweise lag er etwa 34 kg darüber.
Das RX-792P-Programm wurde lt. Dick St. Yves mit einem erstaunlich geringen Budget bewältigt: „Man hat mir gesagt, dass das Budget von Toyota 20 Mio. US-$ betrug und das von Nissan um die 25 Mio. US-$; unser Budget war 5 Mio. US-$.“ Das Programm startete im Mai 1991 in einer leeren Lagerhalle in Charlotte (North Carolina) und bis Februar 1992 war der erste Wagen in diesen ungünstigen Bedingungen zusammengeschraubt. Der 4-Scheiben-Wankelmotor gab eine unglaubliche Leistung ab, etwa 200 bhp (147 kW) mehr als seine Wettbewerber. Und obwohl das Reglement Mazda einen Gewichtsvorteil zu verschaffen schien, konnte er das nie zum Tragen bringen. Wenn man das erste Jahr als Entwicklungsjahr betrachtet, wie das bei allen Ein-Jahres-Wundern geschieht, hätte das zweite Jahr viel zu bieten gehabt. St. Yves betonte, dass das Budget 1993 zwar von Mazda USA im Oktober 1992 genehmigt wurde, aber die Mazda Corporation einen Monat später bekannt gab, dass man sich aus dem Rennsport zurückziehen wollte: „Der 4-Scheiben-Wankelmotor war die einzige Komponente des Wagens, die tatsächlich aus Japan kam. Wir wurden einige Tage später informiert, dass sie das Versuchsmotorenprogramm einstellen würden – was den 4-Scheiben-Wankelmotor betraf – und das war das Ende des RX-792P-Programms.“ Somit endete die Geschichte zwar mit einem Budget, aber ohne Motor. Im Dezember 1992 schlossen die Tore endgültig.